# Roberto González (Fußballspieler, 1976)
Roberto Andrés González Beltrán (* 19. Mai 1976 in Olivar) ist ein ehemaliger chilenischer Fußballtorwart. Er gewann mit dem CD O’Higgins die Meisterschaft der Apertura 2013/14.

## Karriere
Roberto González begann seine Profikarriere 1998 beim CD O’Higgins und spielte einen Großteil seiner Karriere bei diesem Verein. Er stieg mit O’Higgins 1998 und 2003 zwei Mal in die Primera División auf. Größter Erfolg war jedoch die erste Meisterschaft der Klubhistorie in der Apertura 2013/14. González kam hinter Stammtorwart Paulo Garcés zu zwei Einsätzen. Bei O’Higgins beendete er 2016 seine Karriere. In dieser spielte er zuvor auch für Everton de Viña del Mar und den CD Cobresal.

## Erfolge
CD O’Higgins
- Chilenischer Meister: 2013/14-A
- Chilenischer Supercup-Sieger: 2014